# مایریکس کورنر (کالیفرنیا)
مایریکس کورنر (به انگلیسی: Myricks Corner) یک منطقهٔ مسکونی در ایالات متحده آمریکا است که در شهرستان کرن، کالیفرنیا واقع شده‌است. مایریکس کورنر ۱۰۷ متر بالاتر از سطح دریا واقع شده‌است.